# Hugo Haelschner

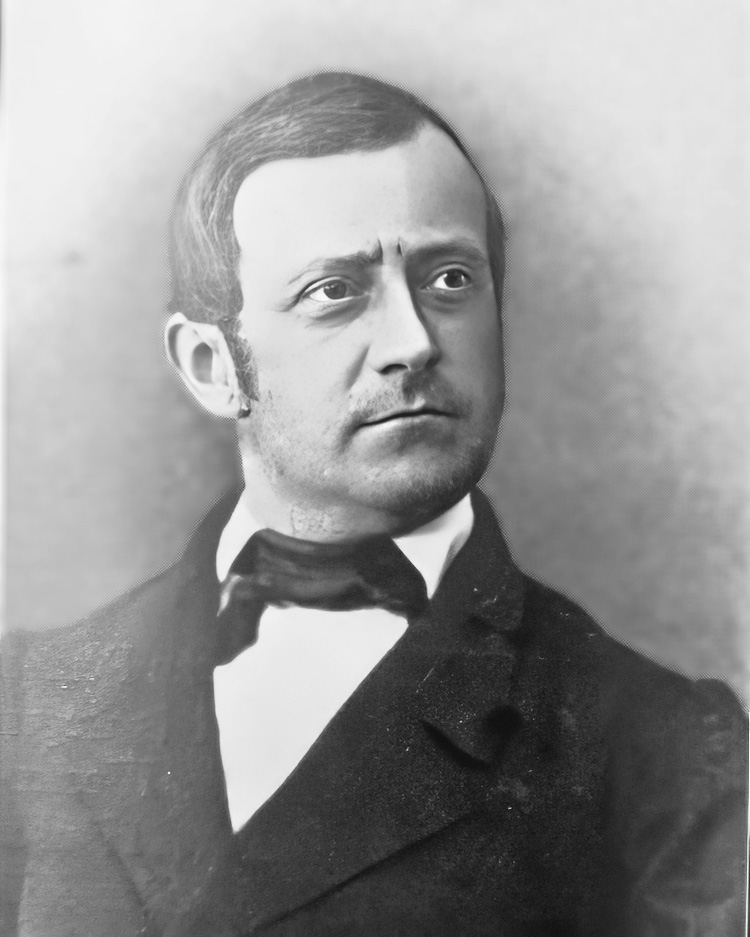
Hugo Philipp Egmont Haelschner

Hugo Philipp Egmont Haelschner (* 29. März 1817 in Hirschberg (Schlesien); † 17. März 1889 in Bonn) war ein deutscher Jurist und Kriminalist.

## Leben
Haelschner widmete sich auf den Universitäten Breslau und Berlin, hier unter Savigny, der Jurisprudenz, trieb aber auch mit Vorliebe philosophische und mathematisch-naturwissenschaftliche Studien.
Nachdem er in Halle 1842 die juristische Doktorwürde erlangt hatte, begann er 1843 an der Universität Bonn als Privatdozent seine Lehrtätigkeit. 1847 zum außerordentlichen, 1850 zum ordentlichen Professor der Rechte befördert, wurde er 1868 zum Mitglied des preußischen Herrenhauses auf Lebenszeit, 1870 zum Geheimen Justizrat ernannt. 1857/58 amtierte er als Rektor der Universität.

## Schriften (Auswahl)
Unter seinen Schriften, in denen seine der Hegelschen Philosophie zugewandte Richtung hervortritt, sind die bedeutendsten:
- Geschichte des brandenburg-preußischen Strafrechts (Bonn 1855)
- System des preußischen Strafrechts (Bonn 1858 u. 1868, 2 Tle.)
- Das gemeine deutsche Strafrecht (Bonn 1881–84, 2 Bde.)
- Die preußische Verfassungsfrage (Bonn 1846)
- Das juristische Studium in Preußen (Bonn 1859)
- Das Recht Deutschlands im Streit mit Dänemark (3. Aufl., Bonn 1863)
- Das Thronfolgerecht des fürstlichen Hauses von Schleswig-Holstein-Sonderburg-Augustenburg (Bonn 1864)
- Beiträge zur Beurteilung des Entwurfs eines Strafgesetzbuchs für den Norddeutschen Bund (Bonn 1870).

In verschiedenen Zeitschriften, wie in den Preußischen Jahrbüchern, im Gerichtssaal und in Goltdammer’s Archiv für Strafrecht, lieferte Haelschner wertvolle Abhandlungen.